# Actions du MRAP contre l'apartheid
Les Actions du MRAP contre l'apartheid en Afrique du Sud remontent aux années 1950, quand il condamnait l'arrivée au pouvoir, en 1948, du parti national en citant des extraits du livre L'Afrique du Sud cette inconnue d'Andrée Viollis. À partir des années 1970, le MRAP s'est davantage engagée en France contre la politique sud-africaine en matière raciale, notamment après la visite officielle du premier ministre sud-africain John Vorster en Israël en 1976, relançant la coopération militaire et nucléaire entre les deux pays.
Le MRAP a alors participé à l'édition de nombreux ouvrages opposés à l'apartheid.

## Premiers engagements contre l'Afrique du Sud
Le 2 juillet 1974, le MRAP protestait contre le jumelage de la ville de Nice avec la ville du Cap en Afrique du Sud.
Le 29 novembre 1974, au côté de syndicats et de partis politiques de gauche et d'extrême-gauche comme la CFDT, la CGT, le SNEP, le SNES, le FSGT, les Jeunesses socialistes, les Jeunesses communistes, les Jeunes Radicaux de gauche, l'UNEF, le PCF, le PS, le PSU et la CIMADE, il signait une pétition contre la venue en France de l'équipe sud-africaine de rugby en France.
Le 5 mars 1977, Albert Levy, alors secrétaire général du MRAP, signait une tribune dans Le Monde intitulée « Les armes de l'apartheid ».

## 1978: année internationale contre l'apartheid (1978)
En 1978, année internationale de lutte contre l'apartheid, le MRAP mit en œuvre en France toute une série d'actions contre l'apartheid : il distribua aux membres de l'Assemblée nationale un document qui demandait une convocation spéciale des députés pour l'anniversaire des émeutes de Soweto; il organisa des projections de films anti-apartheid suivis de débats à Colombes, Malakoff, Nîmes, Carcassonne, Saint-Étienne, Orléans et une exposition de peinture à Nantes; il lança une souscription pour du matériel scolaire et une participation financière pour les jeunes réfugiés d'Afrique du Sud
À la mi-1978, le MRAP lance une première campagne auprès des maires des principales villes de France pour qu'ils donnent à une artère de leur ville un nom évoquant la lutte contre l'apartheid en Afrique du Sud. Sur les treize réponses reçues, cinq villes dirigés par trois maires communistes et deux socialistes acceptèrent immédiatement d'organiser des inaugurations : le square Soweto à Malakoff ; la rue Nelson Mandela, la rue Albert Luthuli, et l'allée de Soweto à Reims ; la rue des Martyrs de Soweto à Villeneuve-le-Roi ; le Pont Soweto à Yerres ; la rue Albert-Luthuli à Montpellier. Quatre autres villes donnèrent un accord de principe tandis que trois autres refusèrent.

## 1979-1985
En 1979, Droit et Liberté, l'organe de production du MRAP, publiait La France et l'apartheid aux éditions L'Harmattan, un ouvrage tentant d'énumérer les organisations qui luttaient contre l'apartheid ainsi que les sources doctrinaires du régime politique sud-africain.
En septembre 1979, le MRAP soutenait l'action engagée par la CGT contre l'importation de charbon d'Afrique du Sud.
Le 17 octobre 1979, le MRAP protestait contre les coproductions télévisées entre la France et l'Afrique du Sud, visant plus particulièrement la série Pour tout l'or du Transvaal, une coproduction européenne comprenant TELECIP-A2, KARAT FILMS (Allemagne), RTBF (Belgique) et SABC (Afrique du Sud). Ce feuilleton en 6 épisodes racontait les aventures d'un jeune médecin français venu prendre possession en Afrique du Sud d'une mine d'or reçu en héritage et qui se retrouvait mêlé à la seconde guerre des Boers, un sanglant conflit opposant les britanniques aux Afrikaners, des fermiers d'origine franco-néerlandaise.
En 1980, le MRAP et l'Association française d'amitié et de solidarité avec les peuples d'Afrique (AFASPA) demandèrent l'annulation de la tournée de l'équipe de rugby française en Afrique du Sud. À la même époque, le MRAP demanda la libération de Nelson Mandela et a fait pression sur les organismes bancaires pour que les prêts à l'Afrique du Sud soient stoppés.
Le 20 juin 1980, à la suite de l'arrestation de 1270 noirs, le MRAP organisa une manifestation devant l'ambassade d'Afrique du Sud à Paris.
Le 22 mai 1981, le MRAP organisa, avec le Mouvement anti-apartheid, un meeting de soutien aux peuples d'Afrique du Sud et de Namibie. Albert Levy, Secrétaire général du MRAP, s'en prit alors aux gens qui ne protestaient contre les violations des droits de l'Homme que dans certains pays.
En février 1982, le MRAP a organisé, en collaboration avec plusieurs associations d'amitié franco-africaine, une semaine d'information sur l'Afrique australe.
Le 14 juin 1982, une seconde campagne est lancée et le secrétaire général du MRAP Albert Levy adresse aux principales villes de France une lettre dans laquelle le MRAP « suggère aux municipalités de donner le nom des Martyrs de Soweto à une artère ou une place de leur ville. Le soutien aux militants anti-apartheid pourrait également être signifié par des plaques portant le nom de Nelson Mandela, de Salomon Malhangu ou de Neil Aggett,. Jacques Chirac, maire de Paris, est le premier à répondre favorablement le 23 juin 1982. Il inaugurera à la fin des années 1980 une place Dulcie September.

## 1986: Sanctions internationales contre l'Afrique du Sud
Lors de l'anniversaire de création de l'ANC, le MRAP participa à une manifestation devant l'ambassade d'Afrique du Sud à Paris.
Début octobre 1986, le congrès des États-Unis adopta des sanctions économiques accrues contre l'Afrique du Sud. En Europe, le ministre des affaires étrangères néerlandais proposa que la CEE adopte rapidement un plan de sanctions contre l'Afrique du Sud (sanctions qui comprennent l'arrêt des importations de charbon). Au Royaume-Uni et en Allemagne, des sanctions furent aussi proposées aussi demandées. « À Paris, le MRAP opina dans le même sens et adressa aux présidents du Sénat et de la chambre des représentants des États-Unis un message « félicitant ces deux assemblées d'avoir voté des sanctions significatives à l'encontre du régime sud-africain ». Le MRAP estima que les autres pays ne sauraient faire moins et appela le gouvernement français et la Communauté Européenne à prendre des mesures similaires.

### Action contre le mémorial sud-africain de Longueval dédié aux soldats sud-africains

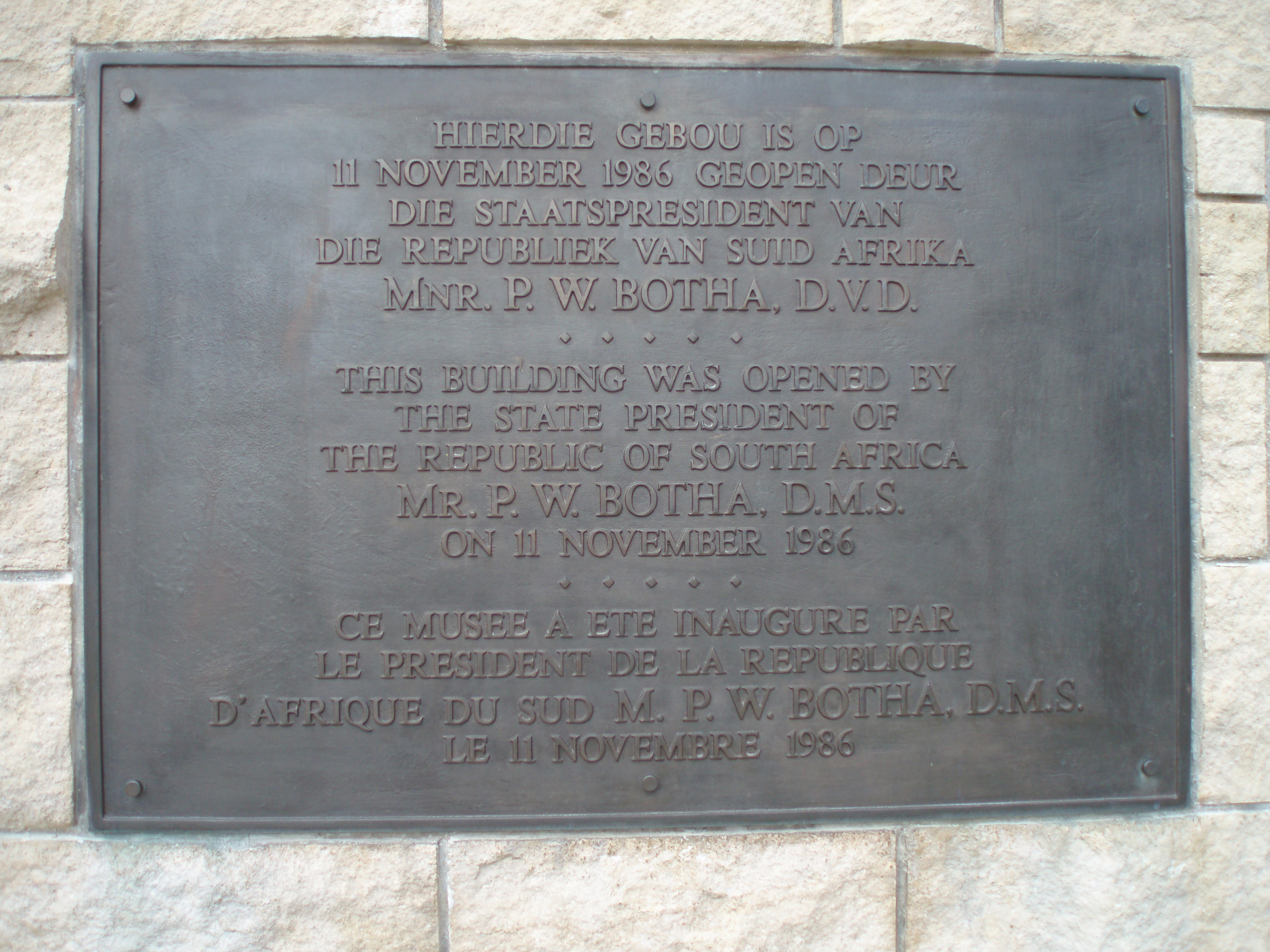
Plaque commémorative en anglais, afrikaans et français concernant l'ouverture du musée national sud-africain à Longueval par le président Pieter Botha le 11 novembre 1986

Le 11 novembre 1986, Pieter Botha, président de la République sud-africaine, vint au cimetière militaire de Longueval (au sud de Bapaume) pour inaugurer le musée sud-africain. Ce musée commémoratif, bâti autour de la Croix de la Consécration, commémore les 25 000 volontaires sud-africains, hommes et femmes de toutes races et de toutes religions, tombés au cours de la Première Guerre mondiale, de la Seconde Guerre mondiale et la guerre de Corée,.

#### Le mémorial pour les sud-africains morts aux côtés des alliés
Le musée sud-africain fut construit à proximité du mémorial du bois Delville, inauguré le 10 octobre 1926 par la veuve du premier ministre Louis Botha (1862-1919). Dessiné par sir Herbert Baker, son arc de triomphe est surmonté d'une statue en bronze, œuvre d'Alfred Turner, représentant Castor et Pollux (symbolisant les Anglais et les Afrikaners) tenant un cheval (l'Union sud-africaine).
Le bois Delville représente, pour les Sud-Africains, le lieu où les soldats de l'Union sud-africaine furent engagés pour la première fois sur le front occidental. Le 14 juillet 1916, la brigade sud-africaine, composée de 4 bataillons, environ 3 150 hommes, avait reçu l'ordre de tenir ses positions « coûte que coûte ». Sous le feu incessant de l'artillerie ennemie, ils avaient résisté et connus un véritable enfer (Delville wood sera rebaptisé Devil wood, le bois du diable). Quand ils furent relevés le 20 juillet, ils laissèrent 1080 des leurs, tués ou disparus et 1735 blessés.

#### Action du MRAP contre le mémorial aux soldats sud-africains
Le MRAP organisa avec la Ligue des droits de l'homme et SOS Racisme, une manifestation sur place pour protester contre l'hommage rendu par le président Botha aux soldats sud-africains. La CGT avait été la première organisation à avoir organisé le 6 novembre 1986 une journée d'action contre la visite du président sud-africain. Elle avait été concrétisée par une journée de manifestation à Paris et en provinces au cours de laquelle s'étaient joints de multiples personnalités engagées comme Bernard Lavilliers, Salif KeÏta, Rachid Bahri, Jean Ferrat, Bernadette Lafont, Isabelle Huppert, Didier Daeninckx, des dirigeants de la CGT, de l'OIM, de l'ANC, du PCF, de la SWAPO, de la FEN, du SNES, de la jeunesse communiste, de l'AFASPA - Association française de solidarité avec l'Afrique et l'Asie -, etc.). Le 11 novembre, ils furent rejoints par le Parti communiste français (section de Lille), la ligue communiste révolutionnaire, des associations regroupant des immigrés, le Comité Régional Anti-Fasciste et Anti-Raciste (CRAFAR), la CGT, l'Union locale de Lille CFDT, le Mouvement de la paix. Selon ces organisations, le mémorial était organisé selon les principes de l'apartheid avec des tombes et des plaques pour les Blancs et la fosse commune sans aucun nom pour les Noirs Par ailleurs, le MRAP y vit un mémorial de l'apartheid et affirma que le monument ne comportait pas de noms de Sud-Africains Noirs.
En fait, le mémorial ne porte aucun nom et aucun soldat noir sud-africain n'est enterré à Longueval. En effet, seuls les hommes blancs avaient le droit de s'enrôler en tant que combattants au sein des Forces de Défense de l'Union Sud-Africaine. Au cours des deux guerres mondiales, les noirs, les métis et les Indiens d'Afrique du Sud avaient le droit de s'engager volontairement pour servir militairement en tant que non-combattant. Toutefois, deux bataillons du Cape Corps servirent en tant qu'unités combattantes en Afrique orientale et en Palestine durant la Première Guerre mondiale.
Lors de sa manifestation, le MRAP planta, devant l'église de Longueval, deux arbres, l'un à feuilles blanches et l'autre à feuilles rouges, pour dénoncer un régime qui classe les hommes selon la couleur de leur peau. »,,,. Des membres du Front national et de l'Union nationale des parachutistes étaient également présents dans l'assistance.

## Sources
- Cet article est partiellement ou en totalité issu de la page « Lutte contre l'apartheid » de Confucius17, le texte ayant été placé par l’auteur ou le responsable de publication sous la licence Creative Commons paternité partage à l'identique ou une licence compatible. (voir la liste des auteurs)